# Newton, Suffolk
Newton är en by och en civil parish i Storbritannien. Den ligger i Babergh, i grevskapet Suffolk och riksdelen England, i den sydöstra delen av landet, 90 km nordost om huvudstaden London. Antalet invånare är 497. Den har en kyrka.